# Aquitaine protohistorique
Pour les articles homonymes, voir Aquitaine et Aquitania.

Carte topographique du territoire entre Atlantique, Garonne (+ Ariège) et Pyrénées

L'Aquitaine protohistorique  est la région dénommée Aquitania par Jules César (- 100 à - 44) dans ses Commentaires sur la guerre des Gaules (De bello Gallico) et peuplée par des Aquitani (Aquitains) de langue et culture proto-basques.
Ce territoire était, d’après Jules César et Strabon, délimité par les Pyrénées au sud, l’Océan Atlantique à l’ouest, la Garonne au nord et au nord-est, et (implicitement) la Gaule narbonnaise à l’est. Cette délimitation précède la création par l’empereur Auguste (en - 27) de la province Gaule aquitaine qui s’étendait jusqu’à la Loire.

## Géographie historique
Le mot protohistoire a une double signification en Europe. D'une part, l’étude de peuples sans écriture propre, contemporains des premières civilisations historiques (écrits en grec ancien et en latin). D'autre part, la période post-néolithique qui couvre les âges du cuivre, du bronze et du fer.
Jules César décrit la Garonne comme une frontière entre des peuples (Aquitani d'une part, et Celtae ou Galli d'autre part) différents par le langage, les coutumes, les lois :
- « Hi omnes lingua, institutis, legibus inter se differunt. Gallos ab Aquitanis Garumna flumen (..) diuidit. »
- « Ils se différencient en tout : langue, institutions et lois,... Le fleuve Garonne sépare les Gaulois des Aquitains. »

Strabon apporte des indications proches :
- « Les Aquitains diffèrent des peuples d'origine gauloise (...) par la langue qu'ils parlent, et ressemblent bien davantage aux Ibères. Ils ont pour limite le cours de la Garonne et occupent le territoire sis entre ce fleuve et les monts Pyrénées.»

Dès le début de son livre la Guerre des Gaules (en 1,1) puis en (3, 20-27) César (- 100 à - 44) utilise les termes  Aquitani et Aquitania : le premier terme désigne les habitants (les Aquitans), le deuxième terme la région (l'Aquitanie) qu’ils habitent : Aquitania « s'étend de la Garonne aux Pyrénées et à la partie de l'Océan qui baigne l’Espagne ». Ce territoire est proche de celui des parlers gascons, au XXe siècle, plus le Pays basque.
L’ouvrage Géographie (en grec ancien) de Strabon est rédigé vers l’an 18, selon le traducteur, F. Lasserre. Il prend comme source d’information Posidonios, auteur antérieur d’un siècle, et mentionne au Livre  IV, 1, 1 les mêmes limites (Pyrénées, Garonne, Océan) que Jules César pour l'Aquitanie. Posidonios a été proposé comme une source commune à Jules César et Strabon pour leur description des Gaules.
Il faut noter que la limite est de l’Aquitanie, telle que décrite par César et Strabon, correspond moins à la Garonne qu'à la province de Gaule narbonnaise, qui comprend Tolosa riveraine de la Garonne : la conquête de la Gaule narbonnaise (vers - 120) a eu lieu à l'adolescence de Posidonios et vingt ans avant la naissance de Jules César. De son côté, le linguiste Pierre Bec avait noté que la limite est des parlers gascons "suit plutôt le cours de l'Ariège" au sud de sa confluence avec la Garonne et jusqu'aux Pyrénées.
Strabon mentionne l’addition à l’Aquitanie/Aquitania (en - 27 par l'empereur Auguste) des territoires situés entre Garonne et Loire. Au IIIe siècle, cet ensemble sera redivisé en trois régions, partageant le nom Aquitania dont la Novempopulanie, plus proche héritière de l’Aquitanie de César.
Par la suite, l'indication géographique Aquitania, puis Aquitanie, deviendra Aquitaine en français, tout en demeurant écrite Aquitania en espagnol, et Akitania en basque.

## Étymologie

Les Jacetani d'Ibérie en orange, dont le nom aurait la même origine que celui d'Aquitaine.

Aquitania apparait d'abord dans le texte de Jules César, conquérant des Gaules et précurseur d'Auguste. Si l'origine du nom demeure incertaine, il est présent (en grec) chez Strabon, auteur inspiré par les écrits de Posidonios (vers 135 av. J.-C. à 51 av. J.-C.). Ceci rend possible une origine non latine antérieure à la guerre des Gaules. L’étymologie la plus courante du mot Aquitanie (aqu-itan-ia /akwitania/) consiste à en faire un mot parent du latin aqua (eau), ce qui en ferait le pays des eaux. Aussi, selon certains auteurs latins, Aquitanie, en latin Aquitania, viendrait du nom antique de la cité de Dax, Aquæ (Tarbellicæ). Mais ces hypothèses sont remises en question. Selon Henry Montaigu, « le nom d'Aquitanie est plus probablement celui du peuple capital de son antiquité : les Ausques ou Auscii qui ont donné par la suite à leur oppidum d'Augusta Auscorum (Eliberris) son nom moderne de Auch et dont les habitants se nomment encore Auscitains ». Dans la même veine d'une origine étymologique du peuple aquitain de langue proto-basque, l'anthropologue Julio Caro Baroja souligne que le mot « aquitain » vient de « ausci », le pluriel d’« auscus ».
Le suffixe vernaculaire de nom de peuple -etes, -ates est latinisé en -itanus comme fréquemment dans la péninsule ibérique. On ne peut pas exclure que le nom soit basé sur un radical oronymique local (cf. Accous).
Il existe en Espagne, une région toujours nommée la Jacétanie, anciennement ibère comme les Aquitains, peuplée des Iacetani avant la romanisation. En fait, l'antique région inclurait l'Espagne jusqu'à l'Èbre.

## Un important axe de communication
L'axe Aude-Garonne est une importante voie de circulation, ente océan Atlantique et mer Méditerranée, dès l'âge du bronze.

## Histoire
Publius Crassus, lieutenant de Jules César, entreprit la conquête de l'Aquitanie en -56. Ce fut la célèbre bataille, suivie du siège de Sos où le roi des Sotiates, Adiatunnus capitula. L'intervention des Cantabres aux côtés des Aquitains ne suffit pas à contenir l'expansion de l'Empire romain.
Les Gaules étaient partagées entre plusieurs dizaines de civitates indépendantes au moment de leur conquête par Jules César, ce qui facilita son entreprise. Mais la fin du récit par César de la Guerre des Gaules ne signifie pas la fin des révoltes. Après la mort de César en -44, Auguste devient empereur en -27 grâce à sa victoire sur Marc Antoine. Dès -38, il avait nommé en Aquitanie son lieutenant Marcus Vipsanius Agrippa où celui-ci mena campagne. Plus tard, M. Valerius Messala (devenu proconsul d’Aquitanie vers -27 ou -28) eut aussi à combattre dans cette région et obtint un triomphe en l'an -27 pour avoir écrasé la rébellion des Aquitains
La réorganisation administrative de la Gaule, opérée par Auguste en -27, a appliqué le nom d'« Aquitania » à l'ensemble des territoires au sud de la Loire, pour constituer la Gaule aquitaine, une des trois grandes provinces de la Gallia Nova.
Vers la fin du IIIe siècle, la réforme de Dioclétien a restauré l'entité Aquitanie initiale sous la dénomination de Novempopulanie (Aquitanie des neuf peuples).
Cette région correspond aujourd'hui à la partie Nord des Pyrénées de l'ensemble Pays basque et Gascogne. Toutefois, l'extrémité Nord de la Gascogne (Bordelais et Médoc), administrée à l'arrivée des Romains par les Bituriges Vivisques, fut à l'époque attribuée à l'Aquitaine seconde.

## Peuples

Peuples de l'Aquitaine protohistorique

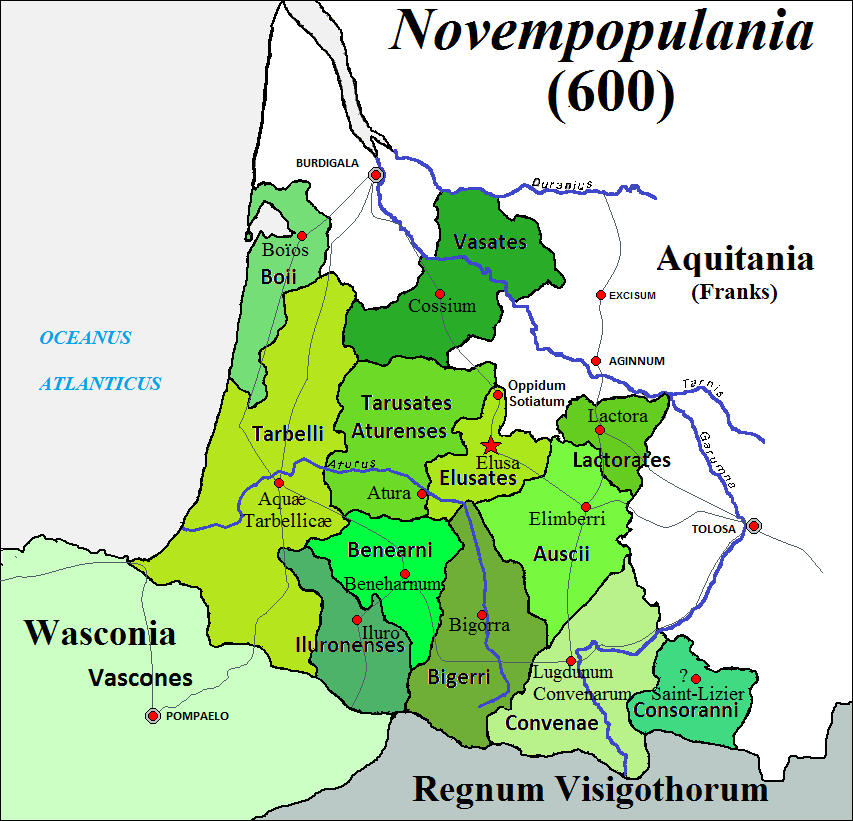
La Novempopulanie en 600.

Jules César (100-44) mentionne d’abord les Sotiates, contre qui son lieutenant Crassus mène la première bataille en Aquitanie, puis les Aquitans et Cantabres qui forment l’armée coalisée contre les Romains.
Enfin, il liste les peuples qui se soumettent après la bataille finale : Tarbelli, Bigerriones, Ptianii, Vocates, Tarusates, Elusates, Gates, Ausci, Garumni, Sibuzates, Cocosates. Seuls quelques-uns « placés aux confins » ne suivent pas cet exemple.
Ces noms de peuples ou de nations ont été localisés par relation à des toponymes qui nous sont parvenus, ainsi qu’en tenant compte de l’ordre dans lequel ils sont énumérés.
Pline (23 à 79) (Histoire naturelle) mentionne aussi plusieurs peuples.
Les peuples habitant dans l'Aquitaine antique, devenue par la suite Novempopulanie puis duché de Vasconie, étaient nombreux. On peut citer parmi ceux-ci :
- Les Bénéharnais, établis dans le Béarn ;
- Les Boïates, établis dans le pays de Buch ;
- Les Biguerres ou Bigerriones, établis dans la Bigorre ;
- Les Campones, qu'on suppose établis vers Campan ;
- Les Cocosates, établis en pays de Born, Marensin et Maremne ;
- Les Osquidates établis dans la Vallée d'Ossau ;
- Les Roccons[14] ;
- Les Sotiates, établis autour de Sos, aux confins des Landes, du Gers et du Lot-et-Garonne ;
- Les Suburates ou Sybillates, établis dans la Soule ;
- Les Tarbelles, établis dans le Pays basque français et la Chalosse ;
- Les Vasates, établis dans le Bazadais ;
- Les Tarusates, établis dans le Tursan et le Pays de Marsan.

## Langue
Les études de philologie et d’épigraphie, latine surtout, ont amené à conclure que l’aquitan est apparenté aux langages proto-basques d’une part, mais aussi que le gascon et le basque partagent de nombreux mots pré-latins d’autre part.
Ceci a été particulièrement étudié par le linguiste Gerhard Rohlfs des deux côtés des Pyrénées : il a publié les mots apparentés en basque, gascon, aragonais, castillan et catalan. Les aires géographiques respectives suggèrent aussi un lien historique entre les régions de parlers gascons et celle occupée par les peuples d’Aquitaine protohistorique en dehors du Pays basque.
À l’ouest et au sud, le gascon s’étend (en dehors du Pays basque nord /français) jusqu’aux mêmes limites que l’Aquitanie : respectivement, l’océan Atlantique et les Pyrénées. Les limites nord et nord-est du gascon sont proches de la Garonne, comme l’Aquitaine protohistorique, tandis que la limite orientale est proche de l’Ariège jusqu’aux Pyrénées. L’Ariège est un affluent oriental de la Garonne qui la rejoint (point de confluence) à proximité du sud de Toulouse. La limite orientale de l'Aquitanie décrite par César est la province de Gaule narbonnaise, qui comprend Tolosa (Toulouse) mais est située plus à l'est que le cours supérieur de la Garonne.
Une situation de diglossie correspond à la coexistence de deux langues utilisées par une même communauté humaine, comme ce fut le cas en Aquitanie (ou autre provinces de Gaule romaine) lors des premiers siècles après la victoire de Jules César. Le gascon a pu être considéré comme l’évolution, à partir de la fin de l’empire romain d'Occident, du latin parlé à l’origine par les peuples de langage aquitan. En d’autres termes, l’aquitan (ou langage proto-basque) est un substrat du gascon.